# 西龙头乡
西龙头乡，是中华人民共和国河北省承德市围场满族蒙古族自治县下辖的一个乡。

## 行政区划
西龙头乡下辖以下地区：
西龙头村、甘沟口村、大院村和东城子村。